# Anarkiet
Anarkiet (engelsk: The Anarchy) var en borgerkrig i England og Normandiet mellem 1135 og 1154, og som resulterede i et generelt nedbrud af lov og orden i landet. Konflikten var en tronfølgekrig, der udløstes af William Adelins død ved et forlis i 1120 - han var Henrik 1.'s eneste søn. Henriks forsøg på at indsætte sin datter, Matilda, som tronfølger lykkedes ikke, og ved Henriks død i 1135 overtog hans nevø Stefan af Blois tronen med hjælp fra sin storebror, Henry af Blois, Biskop af Winchester. Stefans tidlige styre var præget af kampe mod de engelske baroner, oprørske walisiske ledere og invasioner fra Skotland. Efter et stort oprør i Sydvestengland invaderede Matilda landet i 1139 med hjælp fra sin halvbror Robert af Gloucester.
Ingen af parterne formåede at skaffe sig en afgørelse i de første år af krigen. Matilda fik kontrol over det sydvestlige England og en stor del af Thames Valley, mens Stefan fortsat havde kontrol over sydøst. Borgene var i denne periode nemme at forsvare, og mange af kampene var nærmest udmattelseskrige med belejringer, plyndringer og mindre træfninger mellem hære af riddere og fodsoldater, hvoraf mange var lejesoldater. I 1141 blev Stefan taget til fange under slaget ved Lincoln. Det fik hans autoritet til at kollapse i størstedelen af landet. Da Matilda var på nippet til at blive kronet som dronning, blev hun tvunget til at trække sig tilbage fra London af fjendtlige grupper i byen, og kort efter blev Robert af Gloucester fanget under flugten fra Winchester, og parterne i konflikten besluttede at bytte fanger. Stefan formåede næsten at fange Matilda i 1142 under belejringen af Oxford, men hun  flygtede fra Oxford Castle over Themsen, der var frosset til.
Krigen trak ud i mange år. Matildas mand  Geoffrey af Anjou erobrede Normandiet, men i England kunne ingen skaffe sig sejr. Oprørske baroner begyndte at få større magt over det nordlige England og i East Anglia, hvor der var store kampe. I 1148 vendte Matilda tilbage til Normandiet og overlod militærkampagnerne i England til sin unge søn, Henrik FitzEmpress. Stefans forsøg på at få sin egen søn, Eustace, anerkendt af kirken som Englands næste konge mislykkedes. I begyndelsen af 1150'erne ønskede baronerne og kirken mest af alt bare en varig fred.
Da Henrik FitzEmpress invaderede England igen i 1153 var ingen af fraktionernes tropper villige til at kæmpe. Efter en begrænset kampagne og en belejring af Wallingford, besluttede Stefan og Henrik at forhandle en fred i Winchester, hvor Stefan anerkendte Henrik som arving til tronen. Stefan døde året efter, og Henrik besteg tronen som Henrik 2. Han var den første konge fra det  Angevinske dynasti, og hans indsættelse blev begyndelsen på en lang periode hvor landet skulle genopbygges. Kronikører beskrev den som en, hvor "Krist og helgener sov", og victorianske historikere kaldte konflikten "Anarkiet" fordi perioden var præget af kaos. Moderne historikere har sat spørgsmålstegn ved denne vurdering på baggrund af samtidige kilder.